# Clairac (Lot-et-Garonne)
Pour les articles homonymes, voir Clairac.
Clairac est une commune du Sud-Ouest de la France, située dans le département de Lot-et-Garonne (région Nouvelle-Aquitaine). Clairac fait partie de la Val de Garonne Agglomération.

## Géographie

### Localisation
Commune située sur le Lot entre Aiguillon, Tonneins et Villeneuve-sur-Lot, dans le pays de la Vallée du Lot.

### Communes limitrophes
Les communes limitrophes sont  Bourran, Grateloup-Saint-Gayrand, Lafitte-sur-Lot, Laparade, Nicole et Tonneins.
|          | Grateloup-Saint-Gayrand | Laparade        |
| Tonneins | Clairac                 | Lafitte-sur-Lot |
| Nicole   | Bourran                 |                 |

### Climat
Pour des articles plus généraux, voir Climat de la Nouvelle-Aquitaine et Climat de Lot-et-Garonne.
Historiquement, la commune est exposée à un climat océanique aquitain.  
En 2020, Météo-France publie une typologie des climats de la France métropolitaine dans laquelle la commune est exposée à un climat océanique altéré et est dans la région climatique Aquitaine, Gascogne, caractérisée par une pluviométrie abondante au printemps, modérée en automne, un faible ensoleillement au printemps, un été chaud (19,5 °C), des vents faibles, des brouillards fréquents en automne et en hiver et des orages fréquents en été (15 à 20 jours).
Pour la période 1971-2000, la température annuelle moyenne est de 13,2 °C, avec une amplitude thermique annuelle de 15,8 °C. Le cumul annuel moyen de précipitations est de 723 mm, avec 10,2 jours de précipitations en janvier et 6,1 jours en juillet. Pour la période 1991-2020, la température moyenne annuelle observée sur la station météorologique la plus proche, située sur la commune de Verteuil-d'Agenais à 12 km à vol d'oiseau, est de 13,8 °C et le cumul annuel moyen de précipitations est de 821,3 mm,. Pour l'avenir, les paramètres climatiques de la commune estimés pour 2050 selon différents scénarios d’émission de gaz à effet de serre sont consultables sur un site dédié publié par Météo-France en novembre 2022.

## Urbanisme

### Typologie
Au 1er janvier 2024, Clairac est catégorisée bourg rural, selon la nouvelle grille communale de densité à sept niveaux définie par l'Insee en 2022.
Elle est située hors unité urbaine. Par ailleurs la commune fait partie de l'aire d'attraction de Tonneins, dont elle est une commune de la couronne,. Cette aire, qui regroupe 11 communes, est catégorisée dans les aires de moins de 50 000 habitants,.

### Occupation des sols

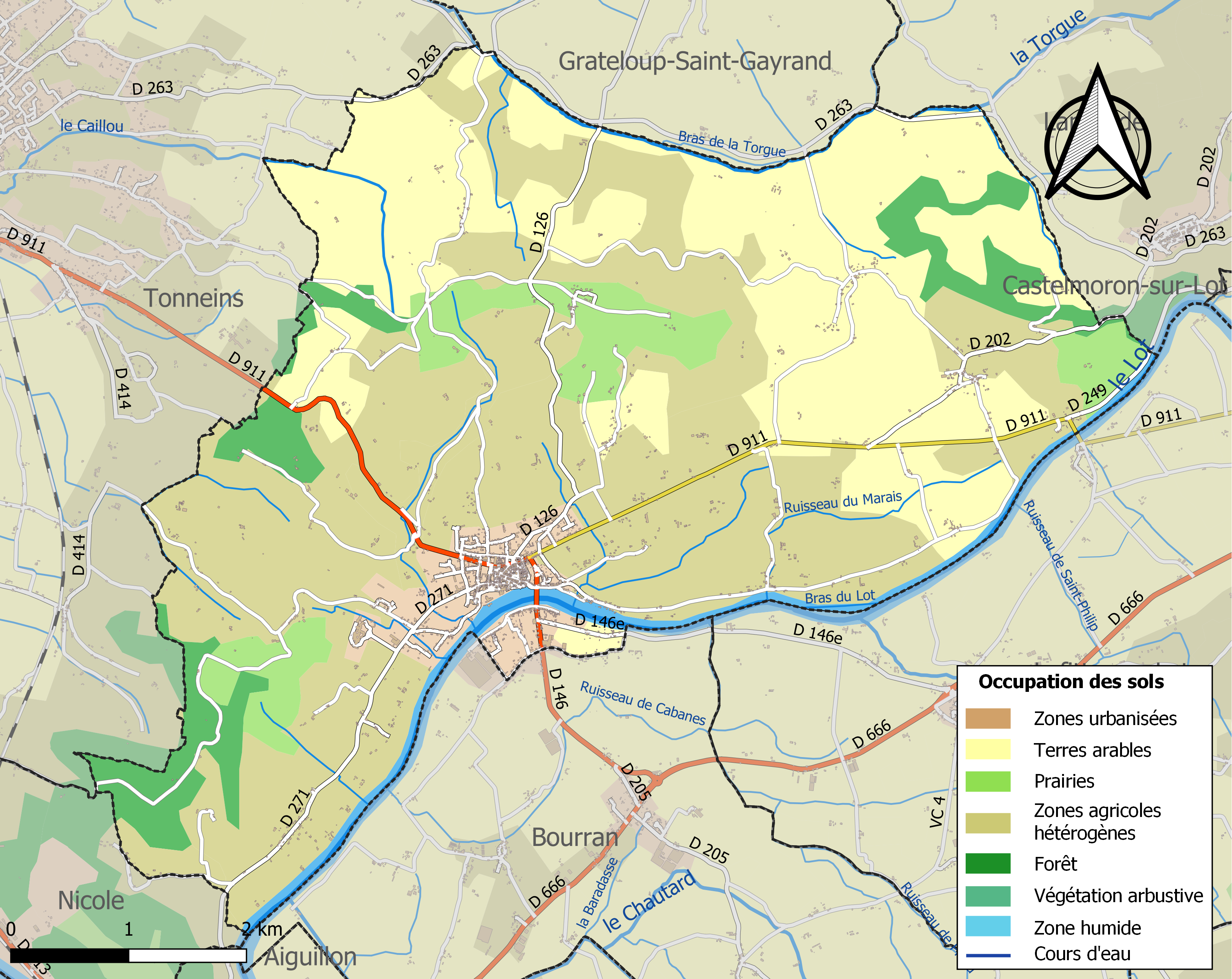
Carte des infrastructures et de l'occupation des sols de la commune en 2018 (CLC).

L'occupation des sols de la commune, telle qu'elle ressort de la base de données européenne d’occupation biophysique des sols Corine Land Cover (CLC), est marquée par l'importance des territoires agricoles (86,2 % en 2018), en diminution par rapport à 1990 (89,7 %). La répartition détaillée en 2018 est la suivante : 
zones agricoles hétérogènes (47,8 %), terres arables (28,9 %), prairies (7 %), forêts (6,9 %), zones urbanisées (4,4 %), cultures permanentes (2,6 %), eaux continentales (2,5 %). L'évolution de l’occupation des sols de la commune et de ses infrastructures peut être observée sur les différentes représentations cartographiques du territoire : la carte de Cassini (XVIIIe siècle), la carte d'état-major (1820-1866) et les cartes ou photos aériennes de l'IGN pour la période actuelle (1950 à aujourd'hui).

### Risques majeurs
Le territoire de la commune de Clairac est vulnérable à différents aléas naturels : météorologiques (tempête, orage, neige, grand froid, canicule ou sécheresse), inondations, mouvements de terrains et séisme (sismicité très faible). Il est également exposé à deux risques technologiques,  le transport de matières dangereuses et la rupture d'un barrage. Un site publié par le BRGM permet d'évaluer simplement et rapidement les risques d'un bien localisé soit par son adresse soit par le numéro de sa parcelle.

#### Risques naturels
Certaines parties du territoire communal sont susceptibles d’être affectées par le risque d’inondation par débordement de cours d'eau, notamment le Lot et la Torgue. La commune a été reconnue en état de catastrophe naturelle au titre des dommages causés par les inondations et coulées de boue survenues en 1982, 1983, 1991, 1999, 2003, 2006, 2009 et 2021,.
Les mouvements de terrains susceptibles de se produire sur la commune sont des glissements de terrain et des tassements différentiels.

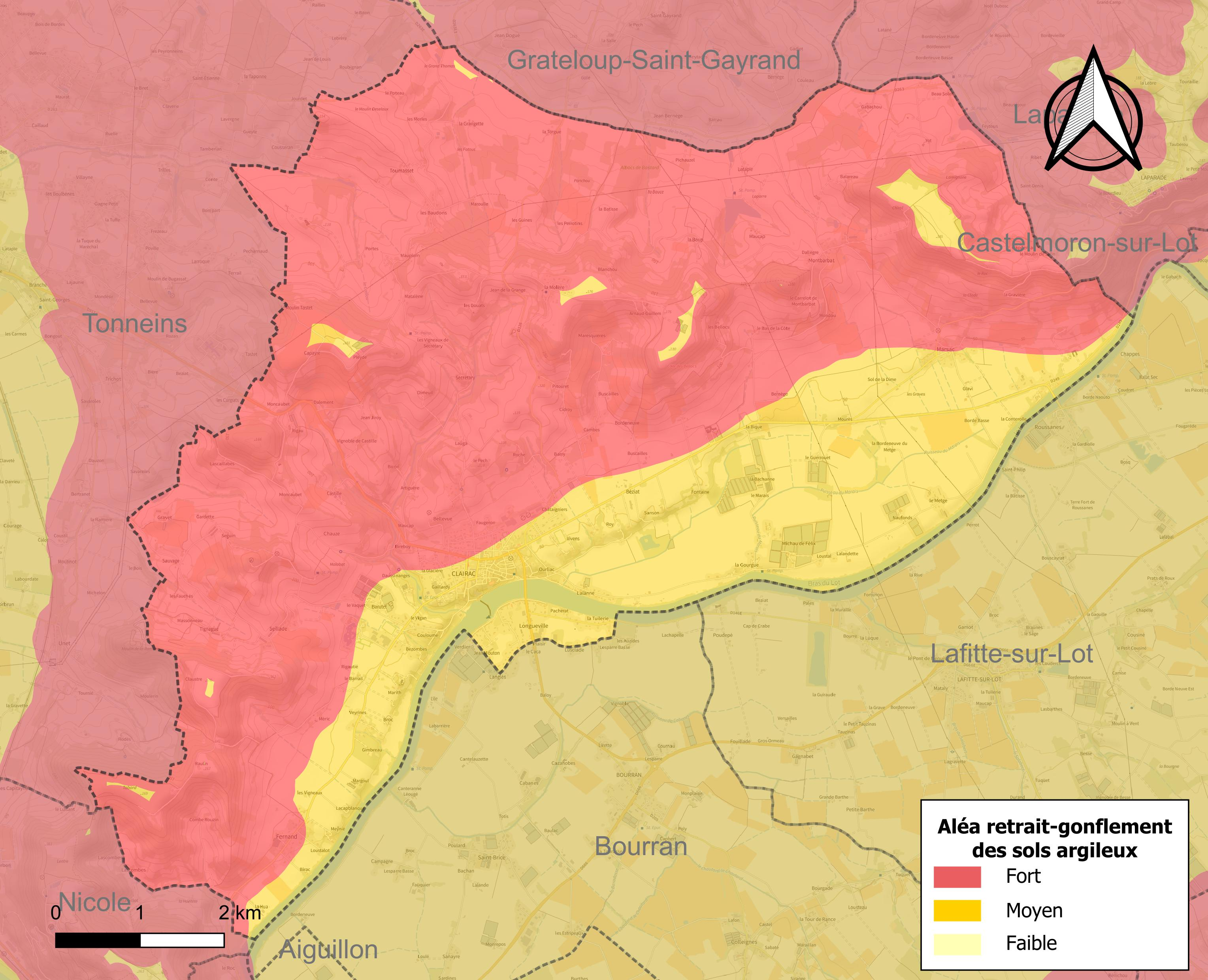
Carte des zones d'aléa retrait-gonflement des sols argileux de Clairac.

Le retrait-gonflement des sols argileux est susceptible d'engendrer des dommages importants aux bâtiments en cas d’alternance de périodes de sécheresse et de pluie. La totalité de la commune est en aléa moyen ou fort (91,8 % au niveau départemental et 48,5 % au niveau national). Depuis le 1er octobre 2020, en application de la loi ELAN, différentes contraintes s'imposent aux vendeurs, maîtres d'ouvrages ou constructeurs de biens situés dans une zone classée en aléa moyen ou fort,.
Concernant les mouvements de terrains, la commune a été reconnue en état de catastrophe naturelle au titre des dommages causés par la sécheresse en 1989, 2003, 2011 et 2017 et par des mouvements de terrain en 1999 et 2014.

#### Risque technologique
La commune est en outre située en aval des barrages de Grandval dans le Cantal et de Sarrans en Aveyron, des ouvrages de classe A. À ce titre elle est susceptible d’être touchée par l’onde de submersion consécutive à la rupture de cet ouvrage.

## Histoire
En 1482, Louis XI avait accordé des droits au chapitre de la cathédrale du Latran à Rome sur l'abbaye de Clairac. Mais l'essor du protestantisme dans la région empêchait ce dernier de percevoir ces revenus. (Attention, cette information est sujette à caution. Louis XI a accordé un certain nombre de largesses au chapitre de Saint-Jean de Latran, mais pas les revenus de l'abbaye de Clairac).
Le 22 septembre 1604, Henri IV accorde au chapitre de Saint-Jean de Latran les revenus de l'abbaye bénédictine de Clairac. En contrepartie, le chapitre fait ériger par le sculpteur lorrain Nicolas Cordier une statue à l'effigie du roi de France, auquel il attribue le titre de « chanoine d’honneur » ; elle fut installée sous le portique de la basilique. Par ailleurs il fait célébrer une messe pour la prospérité de la France le 13 décembre, jour anniversaire de la naissance d'Henri.
Durant les révoltes huguenotes, après avoir pris la ville de Saint-Jean-d'Angély, Louis XIII prit la décision de se porter vers le sud avec le gros de ses troupes pour soumettre la Guyenne, et assiéger Clairac qui était un bastion du protestantisme et dont la devise est « Ville sans Roy, soldats sans peur ». Après 12 jours de siège, du 23 juillet au 4 août la ville se rendit. À l'issue de ce siège, trois protestants considérés comme meneurs furent exécutés ;  Théophile de Viau, lui-même natif de Clairac, rapporte dans un sonnet les violences de cet événement. Aujourd'hui encore la place Viçoze porte une plaque commémorative rappelant à la tolérance.
La devise a été gravée sur la place Viçoze lors de sa rénovation en 2008.

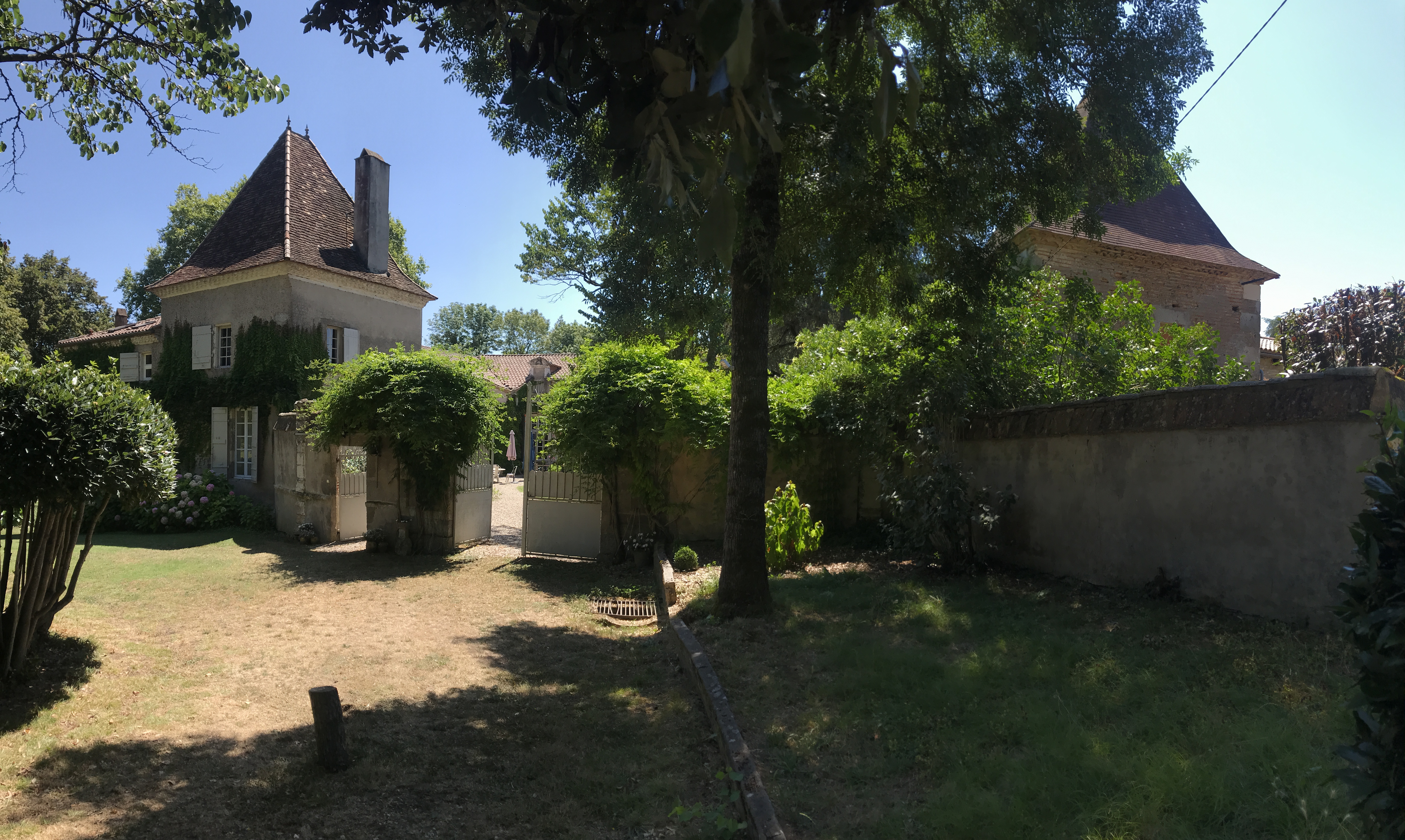
Château de Vivens (Clairac), où résida le chevalier de Vivens jusque dans les années 1750.

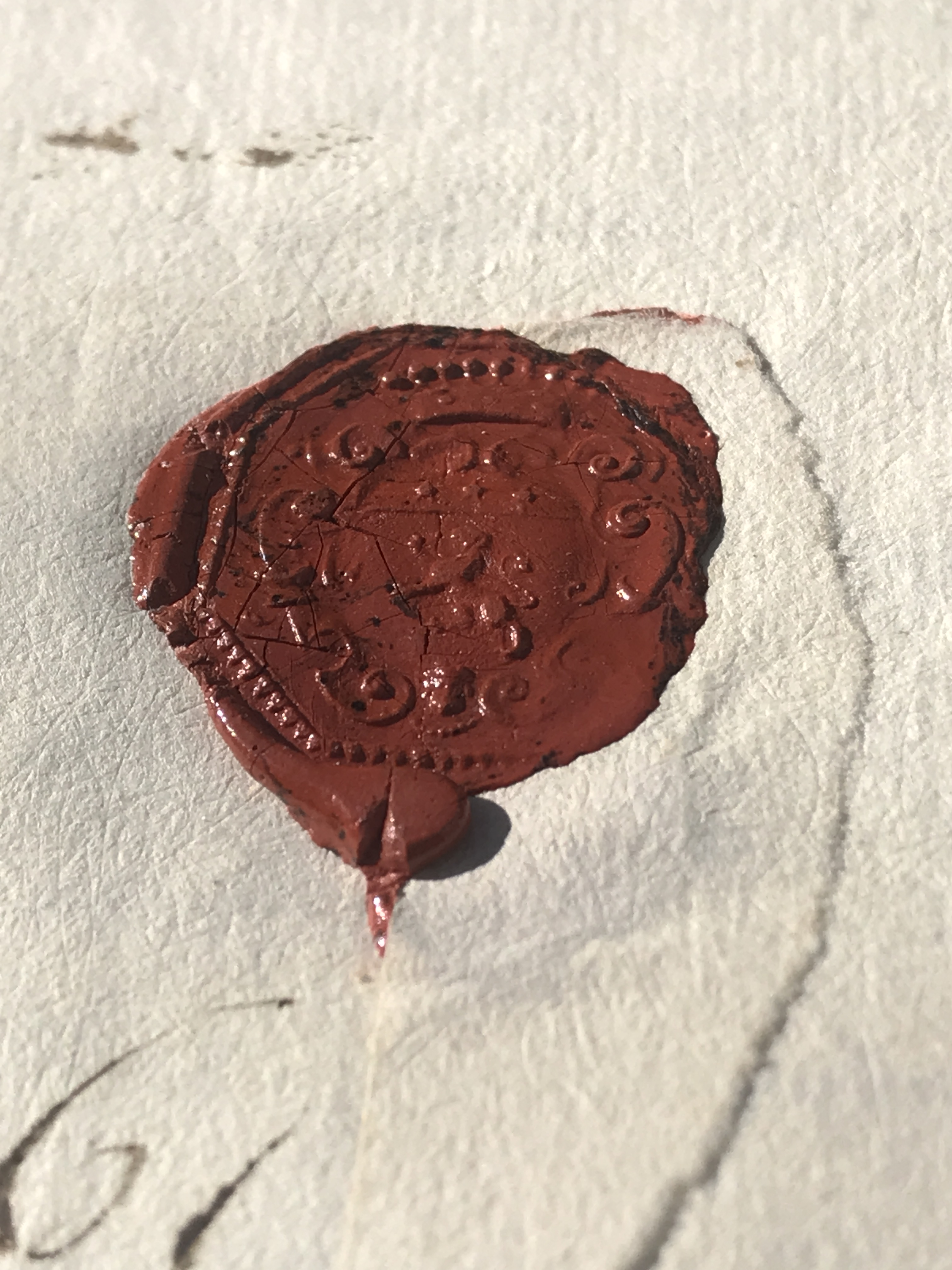
Sceau du chevalier de Vivens.

Clairac est la ville natale de François de Labat, chevalier de Vivens (1697-1780), homme des Lumières par excellence, de confession protestante. Voisin et cousin de Montesquieu qui avait épousé sa cousine Jeanne de Lartigue,  il est notamment connu par le journal météorologique qu'il a tenu de 1738 à 1778 : environ 15 000 pages conservées depuis un siècle aux Archives départementales d’Agen. Dans l’esprit des livres de raison que tenaient les propriétaires de l’époque, avec méthode, il note tout ce qui lui semble important : relevés thermométriques, barométriques, et caractéristiques des vents ; parfois plusieurs fois par jour. Soleil, lune, étoiles & planètes, nuages, averses, orages, ou aurores boréales. Le journal s’enrichit parfois de dessins pour comprendre la forme de tel ou tel nuage. Il publia de nombreux livres, notamment Nouvelle théorie du mouvement (1749), Questions sur la tolérance (1758). En avril 2024, la Société des amis de Clairac et les Archives départementales de Lot-et-Garonne ont pu acquérir plus de 3 000 manuscrits passés en vente publique, donnant une connaissance renouvelée de l'homme, philosophe, agronome, physicien... Cet ensemble comprend également une exceptionnelle correspondance dont plus de 800 lettres inédites échangées pendant près de 50 ans avec Suzanne de Vivans de Noaillac, marquise de Jaucourt ; connue de leurs contemporains, ces échanges étaient réputés perdus dès le XIXe siècle. C'est dans sa propriété de Vivens, puis de Barry qu'il mena avec Jacques de Romas des expériences sur l'électricité et le paratonnerre, au début des années 1750.
En 1729, Louis XV augmente les revenus du chapitre de ceux de deux prieurés dépendant de l’abbaye de Clairac. La Révolution française supprime ces droits en 1792. Louis XVIII, Charles X et Napoléon III les restaureront sous forme d'une rente qui sera définitivement abolie en 1871. Depuis lors, le titre de « chanoine d’honneur de Saint-Jean-de-Latran » est porté par tous les chefs d'État français, y compris par les présidents de la République qui possèdent leur propre stalle "réservée" dans la basilique romaine. Le 26 juin 2018, le président Emmanuel Macron s'est rendu à l'archibasilique patriarcale et papale de Saint-Jean-de-Latran pour recevoir son titre, accueilli par Mgr Louis Duval-Arnould, actuel abbé de Clairac. Chaque année, le 13 décembre, jour de la sainte Lucie et anniversaire du roi Henri IV, une messe capitulaire est célébrée "Pro felici statu Gallicæ Nationis", en présence de l'ambassadeur de France près le Saint-Siège. 

### Première Guerre mondiale

#### Les mobilisés

##### Les morts

Le livre de Blanche (Éditions La Geste)

En 2022 est paru aux Éditions La Geste "Le livre de Blanche", par Laurent Guillemot ; cette réalisation de la Société des amis de Clairac retrace la vie des Clairacais morts pour la France, ainsi que l'histoire du monument aux morts, sculpté par le Clairacais Eugène Delpech (1854-1934).

### Seconde Guerre mondiale

#### L’École navale
Depuis sa création en 1830, l’École navale a beaucoup voyagé. Pendant la période troublée de la Seconde Guerre mondiale, elle s’est même installée pendant près de deux ans à Clairac, volontiers accueillie par le maire de l’époque, le commandant Maurice Baril, officier d’active.
Près de 300 marins se rejoignent à Clairac. L’école est alors composée d’une compagnie de 91 élèves-officiers, un groupe de commandement avec deux officiers supérieurs, un encadrement de deux officiers supérieurs, un ingénieur mécanicien et un médecin principal, ainsi qu’une compagnie d’équipage, d’officiers mariniers et de marins incluant du personnel administratif, des fusiliers-marins et des gendarmes maritimes.
Construction de baraquements pour accueillir les cours des élèves.
L’état-major et la compagnie d’équipage vivent dans l’abbaye du village. Les élèves logent au domaine de Castille et les officiers au château de Bireboy. Des familles d’officiers, d’encadrants et de professeurs civils s’installent dans le village.
Rien n’est laissé au hasard pour assurer la formation des élèves officiers. Des baraquements démontables sont ajoutés pour accueillir les cours de navigation, d’astronomie, de mécanique, etc. Un barrage en aval du Lot permet même de constituer un plan d’eau pour l’apprentissage des rudiments de la navigation, de la voile et de l’aviron, mais aussi pour l’entraînement physique avec la remontée du Lot sur près de 5 km et des séances de natation.
Après de nombreuses réticences de la part du commandant de l’école, le CV Lacaille d’Esse, une unité combattante composée de 16 officiers, 147 officiers-mariniers, quartiers-maîtres, marins et 91 bordaches est mise sur pied en août 1944 pour rejoindre le maquis du Néracais et soutenir les alliés qui ont débarqué. Ils se lancent alors dans une marche nocturne de près de 40 km pour passer la Garonne au Mas d’Agenais d’où ils rejoindront le maquis et combattront les troupes allemandes en Charente-Maritime.

### Héraldique
| Blason de Clairac | Blason  | D'azur au soleil rayonnant d'or. Devise"Ville sans roy, soldat sans peur" Cri de guerre"Lux clareat" |
| Blason de Clairac | Détails | Armes parlantes. (soleil/clair) Le statut officiel du blason reste à déterminer.                     |

## Politique et administration

### Liste des maires
| Période   | Période   | Identité         | Étiquette | Qualité |
| --------- | --------- | ---------------- | --------- | --- |
| mars 1929 | 1941      | Rodolphe Roubet  | SFIO      | |
| 1941      | 1944      | M. Maurice Baril |           | |
| mars 1944 | 1949      | Rodolphe Roubet  | SFIO      | Agriculteur Conseiller général (1945-1959) Président du conseil général de Lot-et-Garonne                                           |
| mars 1949 | 1953      | Adrien Vidal     |           | |
| mars 1953 | mars 1959 | Rodolphe Roubet  | SFIO      | |
| mars 1959 | mars 1977 | Franck Bize      |           | |
| mars 1977 | 1979      | Yves Cazaux      |           | |
| 1979      | mars 2001 | Roger Guibert    |           | Pharmacien |
| mars 2001 | mars 2014 | Françoise Bize   | PS        | Retraitée de la Direction générale des impôts Conseillère générale (2004-2011) Vice-présidente du conseil général de Lot-et-Garonne |
| mars 2014 | En cours  | Michel Perat     | DVD       | Retraité Conseiller départemental (depuis 2018)                                                                                     |

## Démographie
L'évolution du nombre d'habitants est connue à travers les recensements de la population effectués dans la commune depuis 1793. Pour les communes de moins de 10 000 habitants, une enquête de recensement portant sur toute la population est réalisée tous les cinq ans, les populations de référence des années intermédiaires étant quant à elles estimées par interpolation ou extrapolation. Pour la commune, le premier recensement exhaustif entrant dans le cadre du nouveau dispositif a été réalisé en 2004.

En 2022, la commune comptait 2 576 habitants, en évolution de −2,2 % par rapport à 2016 (Lot-et-Garonne : −0,18 %, France hors Mayotte : +2,11 %).
| 1793  | 1800  | 1806  | 1821  | 1831  | 1836  | 1841  | 1846  | 1851  |
| ----- | ----- | ----- | ----- | ----- | ----- | ----- | ----- | ----- |
| 5 900 | 4 849 | 5 068 | 5 123 | 4 949 | 4 925 | 4 842 | 4 556 | 4 381 |

| 1856  | 1861  | 1866  | 1872  | 1876  | 1881  | 1886  | 1891  | 1896  |
| ----- | ----- | ----- | ----- | ----- | ----- | ----- | ----- | ----- |
| 4 358 | 4 348 | 4 420 | 4 191 | 4 156 | 4 050 | 3 840 | 3 562 | 3 203 |

| 1901  | 1906  | 1911  | 1921  | 1926  | 1931  | 1936  | 1946  | 1954  |
| ----- | ----- | ----- | ----- | ----- | ----- | ----- | ----- | ----- |
| 2 880 | 2 850 | 2 824 | 2 214 | 2 299 | 2 249 | 2 378 | 2 505 | 2 610 |

| 1962  | 1968  | 1975  | 1982  | 1990  | 1999  | 2004  | 2006  | 2009  |
| ----- | ----- | ----- | ----- | ----- | ----- | ----- | ----- | ----- |
| 2 545 | 2 552 | 2 332 | 2 393 | 2 338 | 2 385 | 2 506 | 2 506 | 2 432 |

| 2014  | 2019  | 2022  | - | - | - | - | - | - |
| ----- | ----- | ----- | - | - | - | - | - | - |
| 2 592 | 2 594 | 2 576 | - | - | - | - | - | - |

## Lieux et monuments
Depuis 2023, les principaux sites patrimoniaux de Clairac sont signalés aux touristes par l'intermédiaire d'une vingtaine de plaques mémorielles, "Mémoire des rues", créées par la Société des amis de Clairac avec le soutien de la famille Duthil. Posées par la municipalité, elles donnent les informations essentielles sur le site retenu ; un QRCode permet de se connecter avec le site internet des Amis de Clairac et d'accéder ainsi à un texte développé et une riche iconographie. 
- La "Font'Grand", au bas de la rue Gambetta, est la principale source publique sous l'Ancien Régime qui a été couverte d'une voûte d'ogives de la fin du Moyen Âge. La façade classique porte la date 1636 et celle de sa réfection en 1909, encadrant une inscription en latin. À proximité, le nom « rue Esclopière », donné à une voie pentue, rappelle l'artisanat qui faisait jadis la spécificité du quartier ; La fontaine a été inscrite au titre des monuments historiques en 1996[31].  https://www.pop.culture.gouv.fr/notice/merimee/IA47002259
- Au 7, rue de Puzoque, la maison sur cour, du milieu du XVIIIe siècle, appartenait à la famille de Maleprade. https://www.pop.culture.gouv.fr/notice/merimee/IA47002275
- L'impasse du clocher offre un point de vue original sur le chevet roman de l'église abbatiale. Elle permet aussi d'admirer la façade à pans de bois de l'une des plus anciennes maisons du village.
- La place Aristide-Briand est entourée de maisons du XVIIe et XIXe siècle. Cette place, ancienne place du Temple, conserve la forme d'un bastion des fortifications démantelées à la suite du siège de la ville de l'été 1621 par Louis XIII.
- Abbaye de Clairac inscrite au titre des monuments historiques en 1996[32].
- Église Saint-Pierre-ès-Liens, ancienne église abbatiale, inscrite au titre des monuments historiques en 1996[33].
- Église Saint-Saturnin de Marsac.
- Chapelle Saint-Jean-et-Saint-Benoît de Clairac (place de l'Église).
- Ancienne église Notre-Dame-de-l'Assomption, devenue temple protestant de Longueville, siège actuel d'une loge maçonnique.
- Temple protestant de Clairac, place Viçose.
- Ancien temple protestant de Fernand.
- Temple de l'église évangélique libre de Clairac, route de Villeneuve.
- Temple darbyste, route d'Aiguillon.
- Maison des Dames de la Foy, place de l'Église, inscrite au titre des monuments historiques en 1996[34]. https://www.pop.culture.gouv.fr/notice/merimee/PA47000005
- Maison à pans de bois, 2 rue Broustet, inscrite au titre des monuments historiques en 2012[35]. https://www.pop.culture.gouv.fr/notice/merimee/IA47002260
- Château de Roche et la fontaine de Sauvebœuf[36] classés au titre des monuments historiques en 2012[37]. https://www.pop.culture.gouv.fr/notice/merimee/PA00084091
- Les environs de Clairac sont riches de nombreux châteaux (propriétés privées) comme Barry, Castille, Caussinat, Larrouy, Marith, Moncaubet, Le Pech, La Roche, Le Secrétaire, Le Sinange, Vivens...

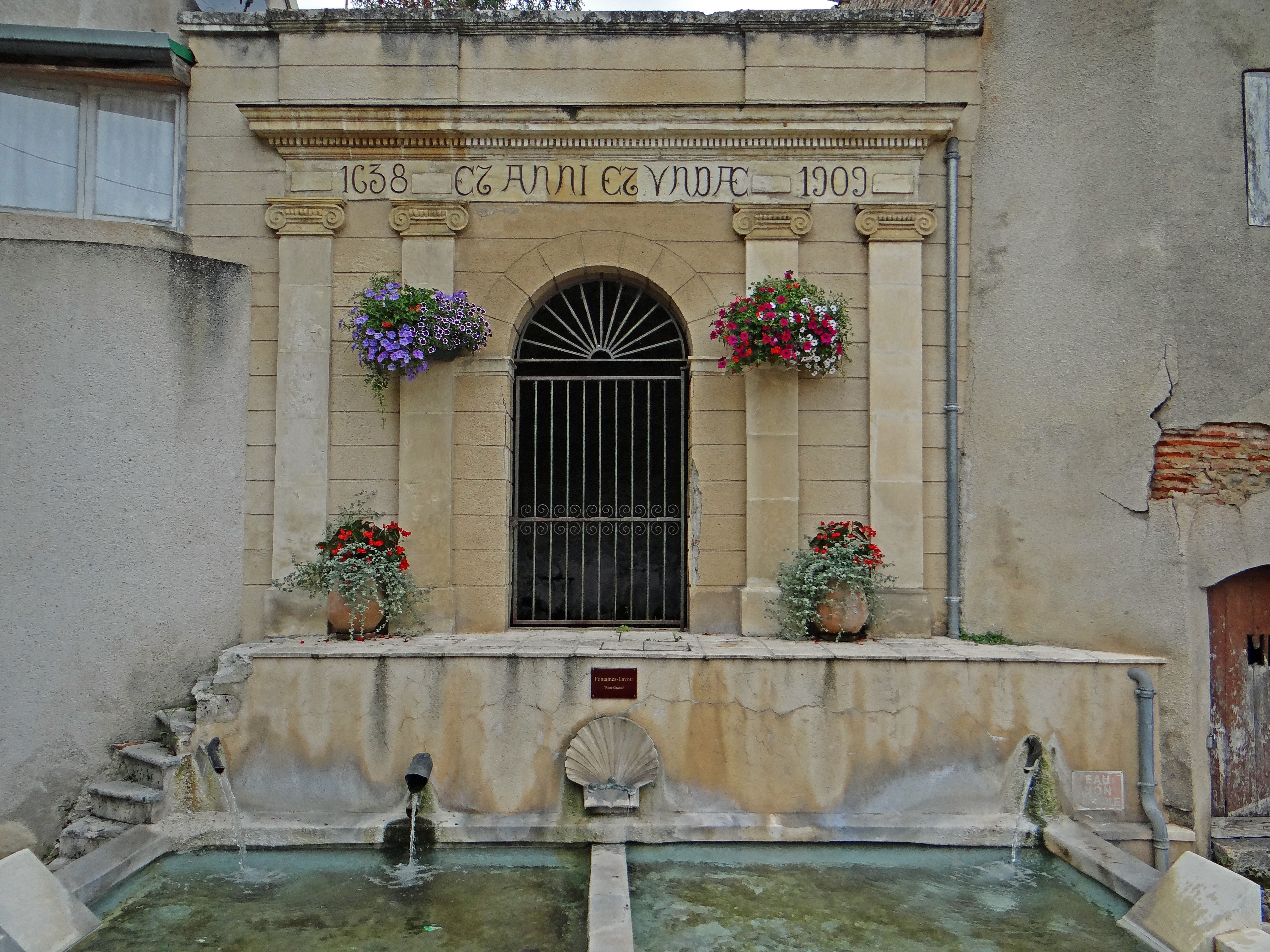
Font'Grand.
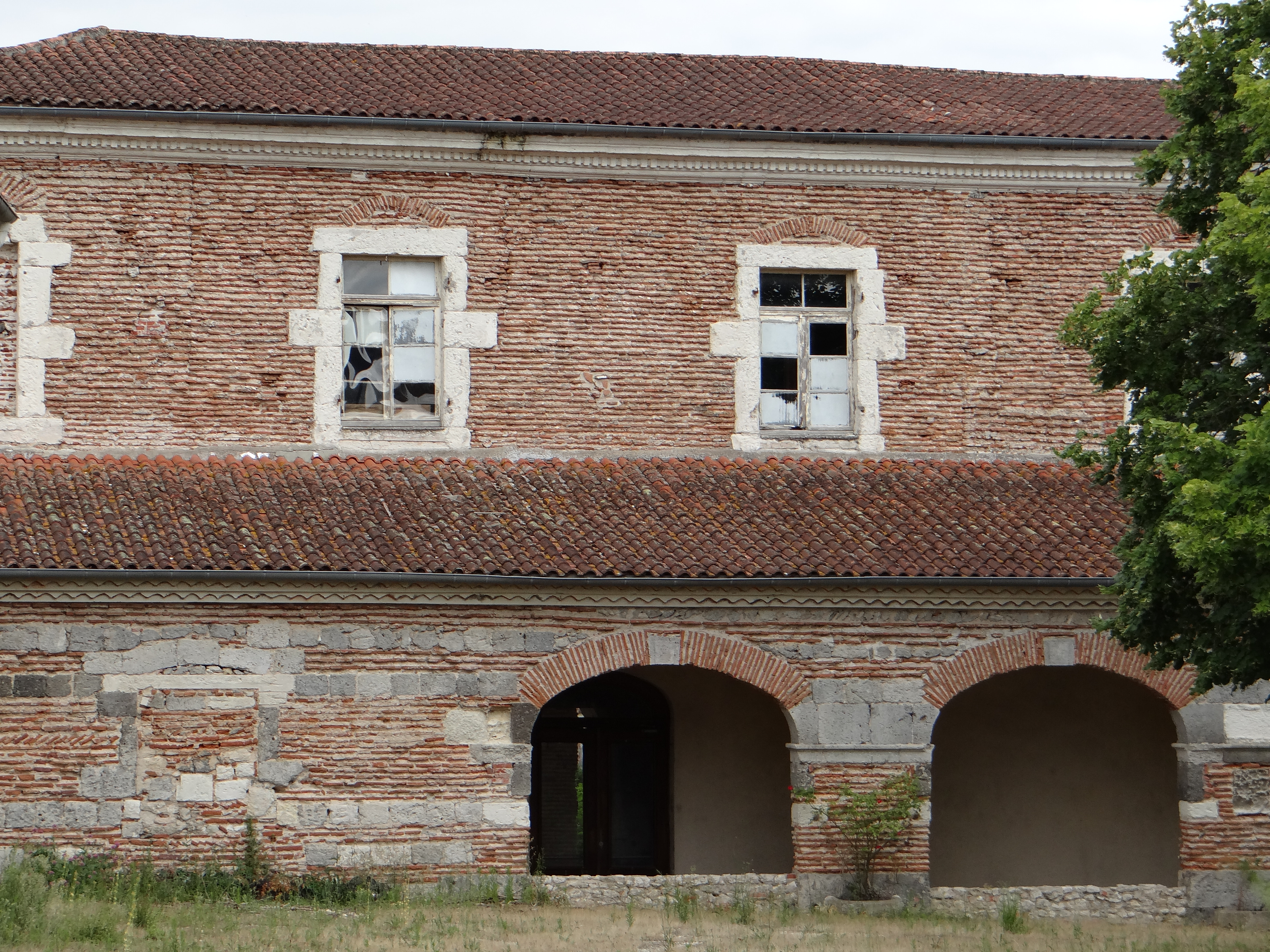
Abbaye de Clairac.
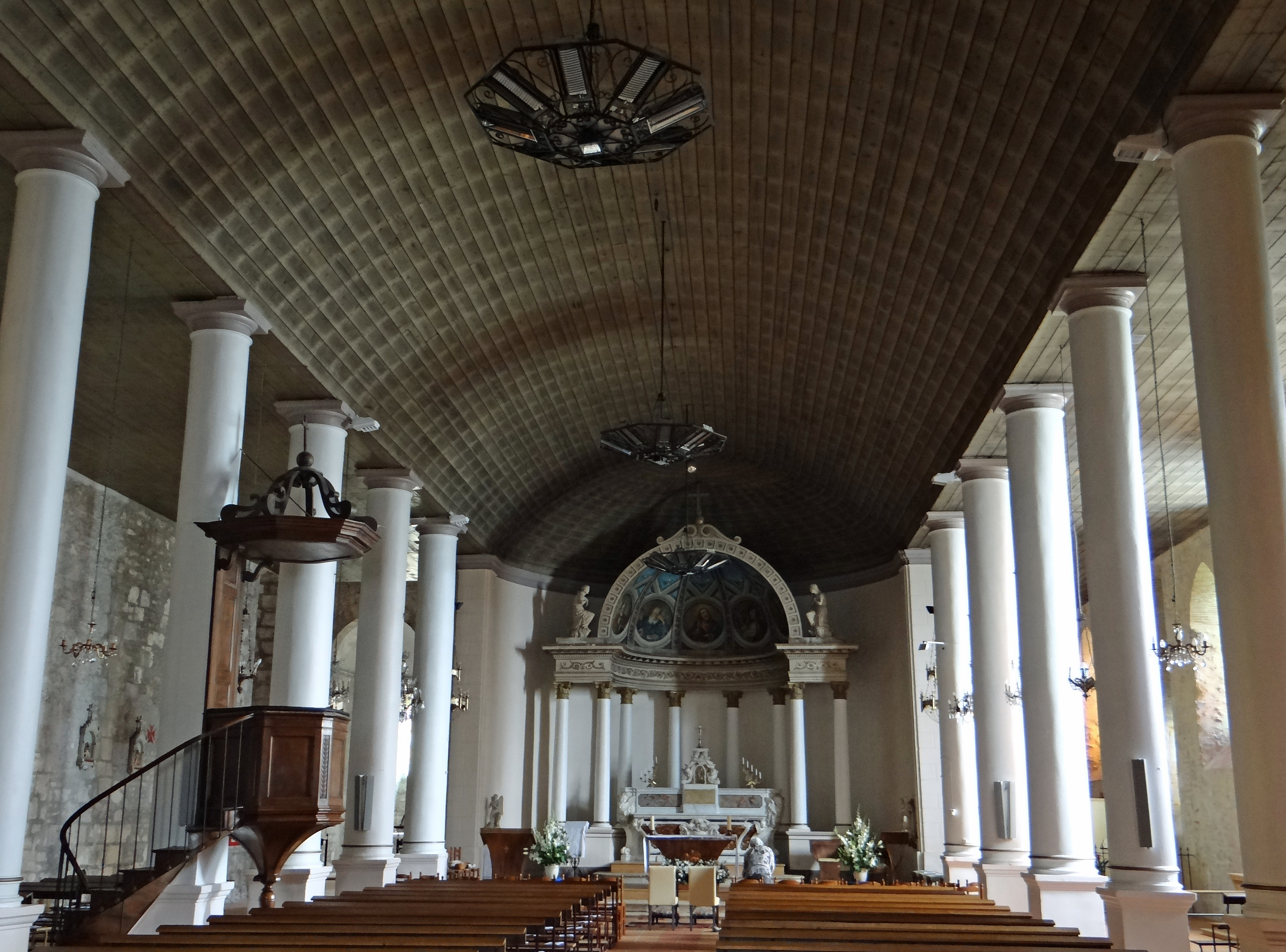
Église Saint-Pierre-ès-Liens.
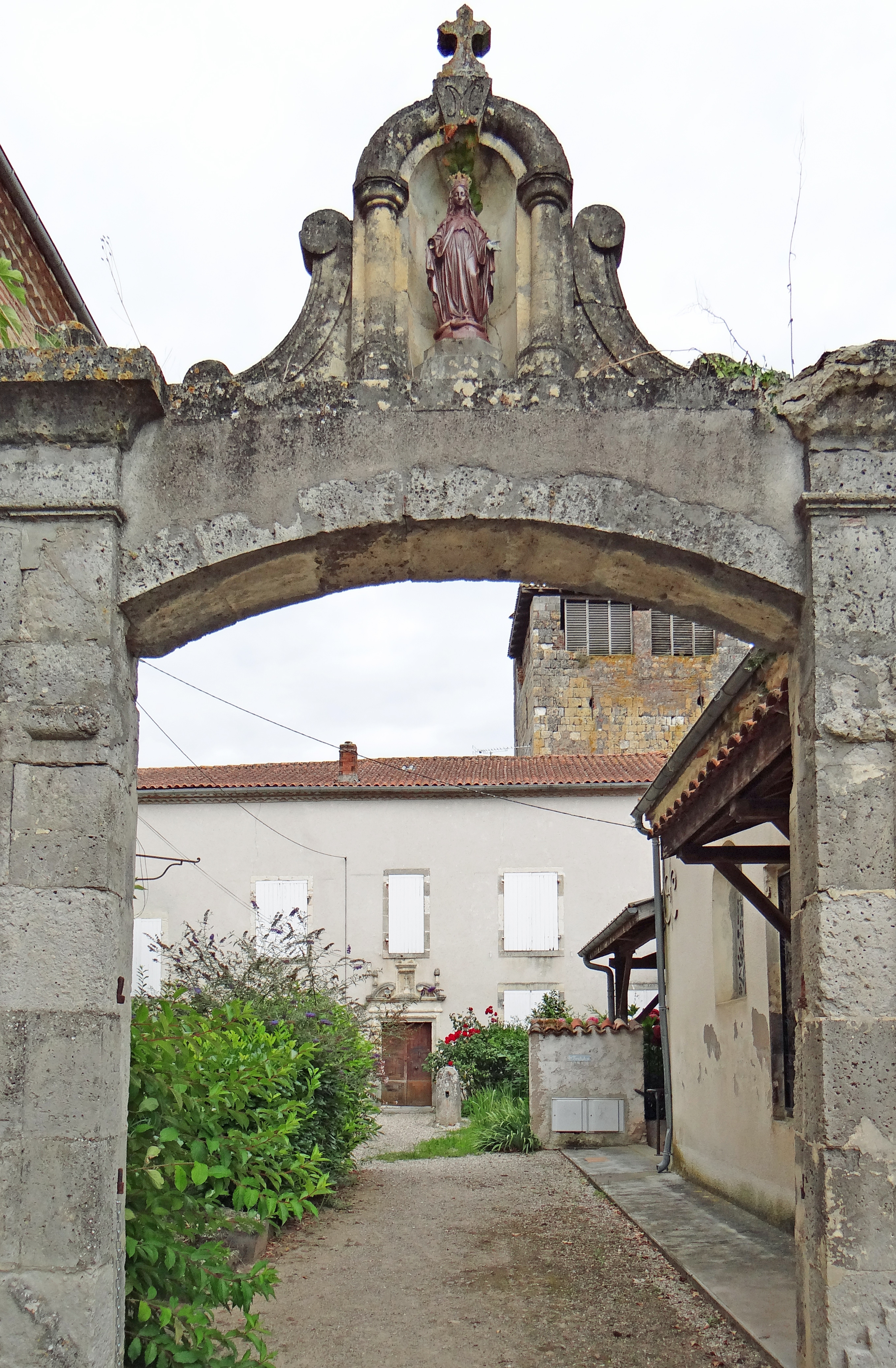
Maison des Dames de la Foy.
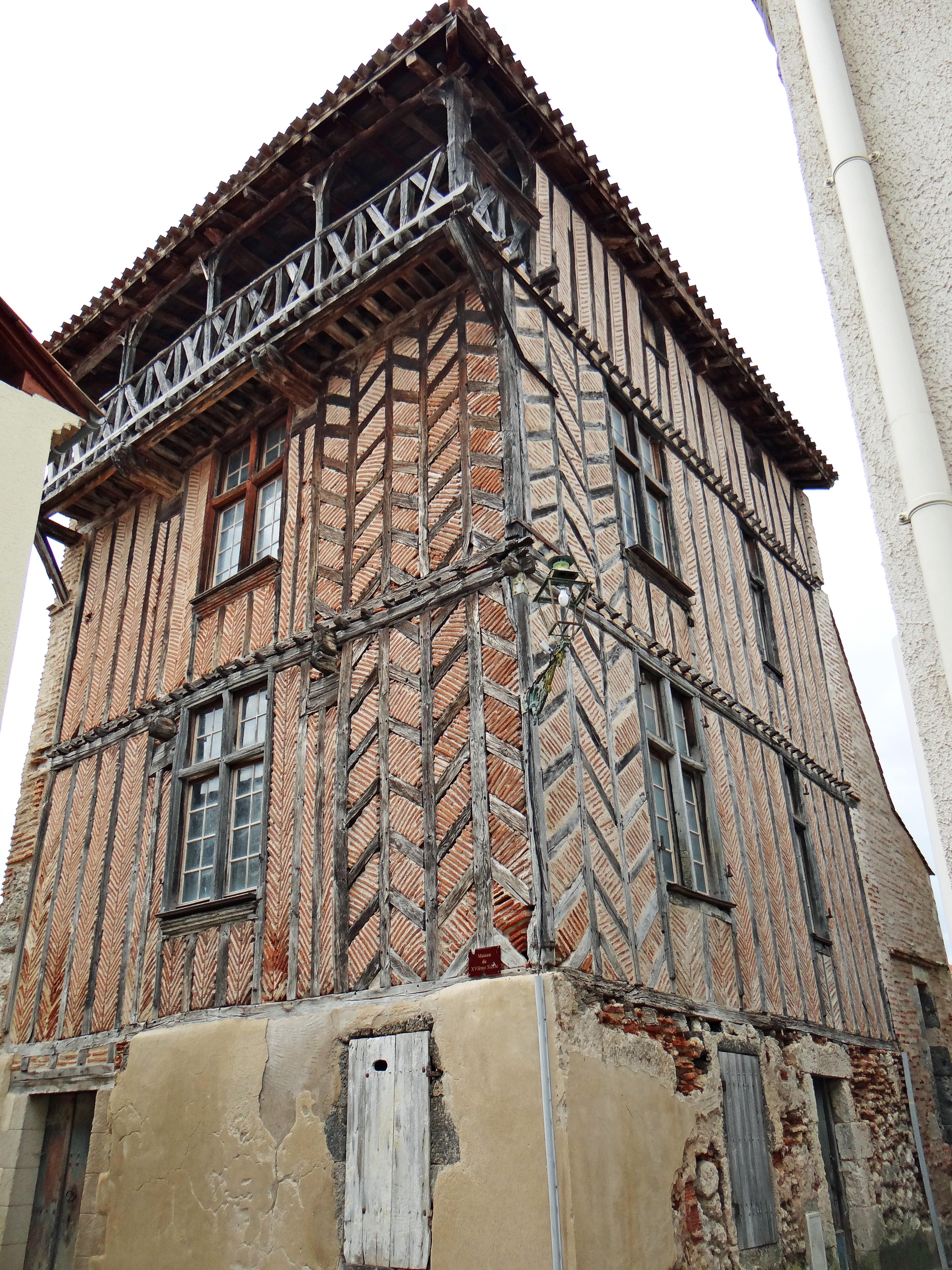
Maison à pans de bois
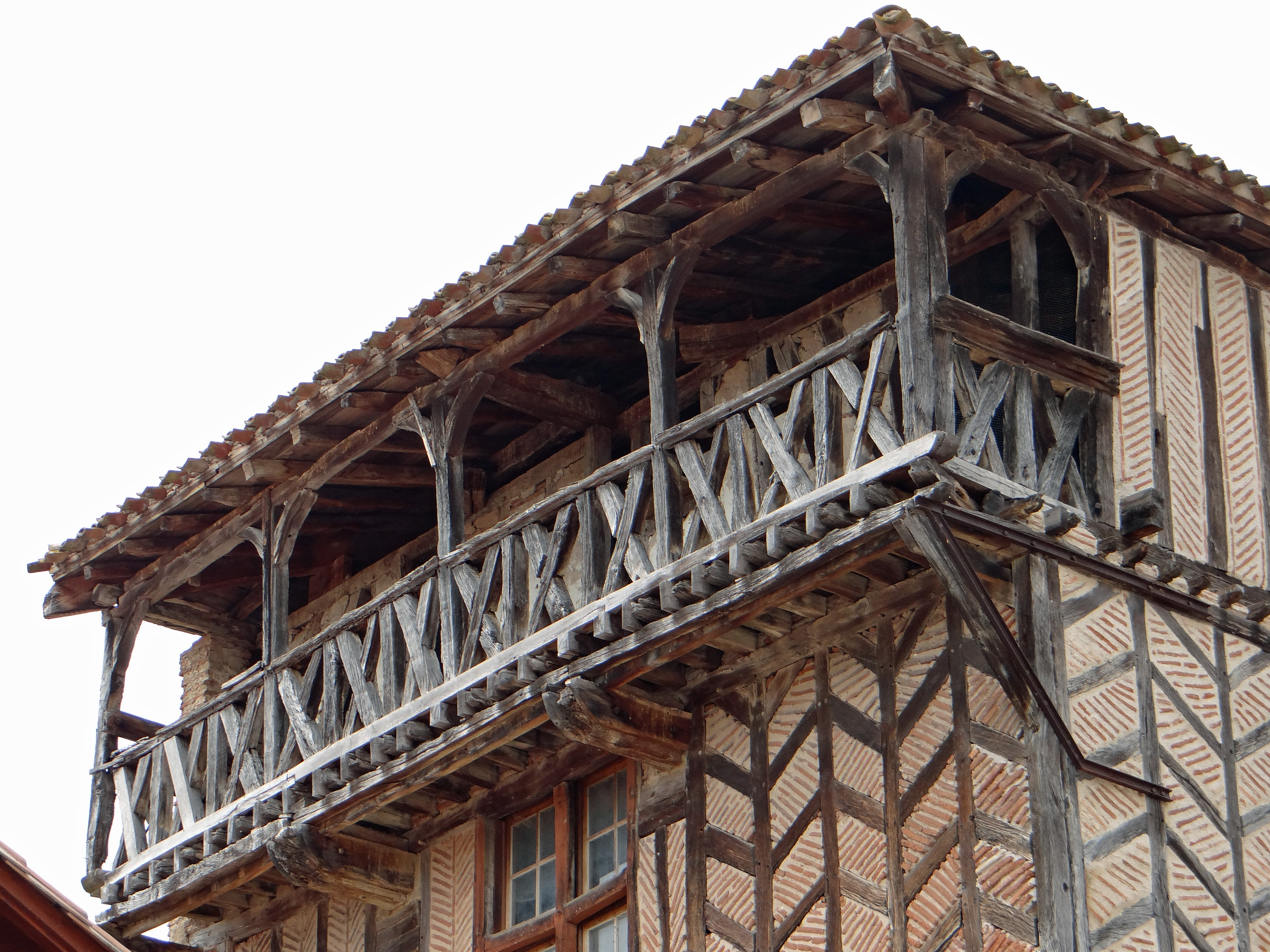
Galerie de la maison à pans de bois.

## Cultes
- Église protestante évangélique libre[38].
- Église réformée de France.
- Assemblée chrétienne Clairac[39]

## Personnalités liées à la commune
- Bernard de la Planche (1380-1448), moine bénédictin, camérier du monastère de Clairac.
- Théophile de Viau (1590-1626), poète et dramaturge français né au lieu-dit Boussères, aujourd'hui Port-Sainte-Marie. Baptême protestant à Clairac.
- Jean-François Fauquier (1672-1726), médecin protestant, sous-directeur de la Monnaie de Londres auprès d'Isaac Newton, puis directeur de la Banque d'Angleterre de 1716 à 1726.
- Jeanne de Lartigue, épouse de Montesquieu, est née à Clairac vers 1692, où elle possédait des terres.
- François de Labat (1697-1780), économiste français.
- François Bernard Maleprade (1748-1826), homme politique né à Clairac, député à l'Assemblée législative.
- Étienne Serres (1786-1868), médecin et physiologiste français.
- Pierre Mispoulet (1797-1877), homme politique né et décédé à Clairac, maire de Clairac en 1832, député de Lot-et-Garonne de 1848 à 1851.
- Édouard Manec (1808-1880), prêtre et traducteur français, chevalier de la Légion d'Honneur.
- François Jollivet-Castelot (1874-1937), Alchimiste, Hyperchimiste, président de la Société Alchimique de France. Originaire de Douai (Nord) il a vécu à Clairac les dernières années de sa vie avec sa seconde épouse Malvina Ducasse.
- Paul Serre, né le 13 décembre 1895 à Clairac et décédé le 14 juillet 1972. Joueur de rugby à XV. Champion de France de rugby à XV en 1914 avec Perpignan. International à deux reprises en 1920. Trois-quarts aile (1,80 m, 77 kg). Clubs : Libourne, Perpignan, Narbonne, Stade Français. Surnommé « l'Assassingue ».
- Pierre Delsol (1909-1987), militaire et résistant français, Compagnon de la Libération, né à Clairac.
- Eugène Reilhac (1920-1943), Compagnon de la Libération, Commandant du Groupe de chasse Île-de-France, Mort pour la France le 14 mars 1943 au-dessus d'Hardelot.
- André Vignoles (1920-2017), artiste peintre, né à Clairac où il repose.
- Henri Lindegaard (1925-1996), pasteur, artiste peintre et écrivain, a passé son adolescence à Clairac.
- Philippe Sella (1962-), joueur de rugby à XV évoluant au poste de centre et international français à 111 reprises entre 1982 et 1995.

## Pour approfondir